# Taira no Tomomori
Taira no Tomomori (平知盛?) (1152-1185) fue el hijo de Taira no Kiyomori, y uno de los comandantes en jefe del Clan Taira durante las Guerras Genpei al final del período Heian de la historia de Japón.

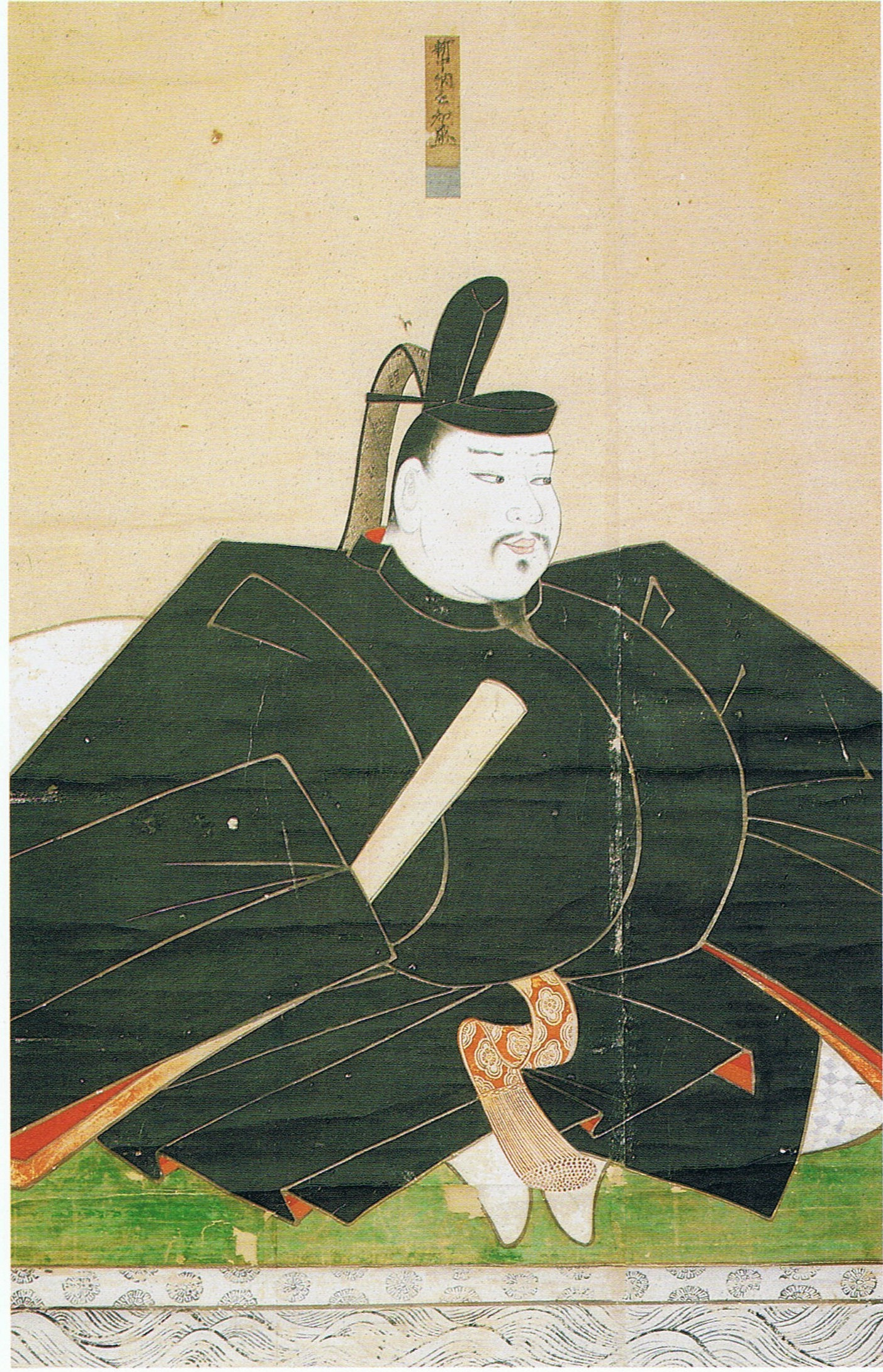
Taira no Tomomori.

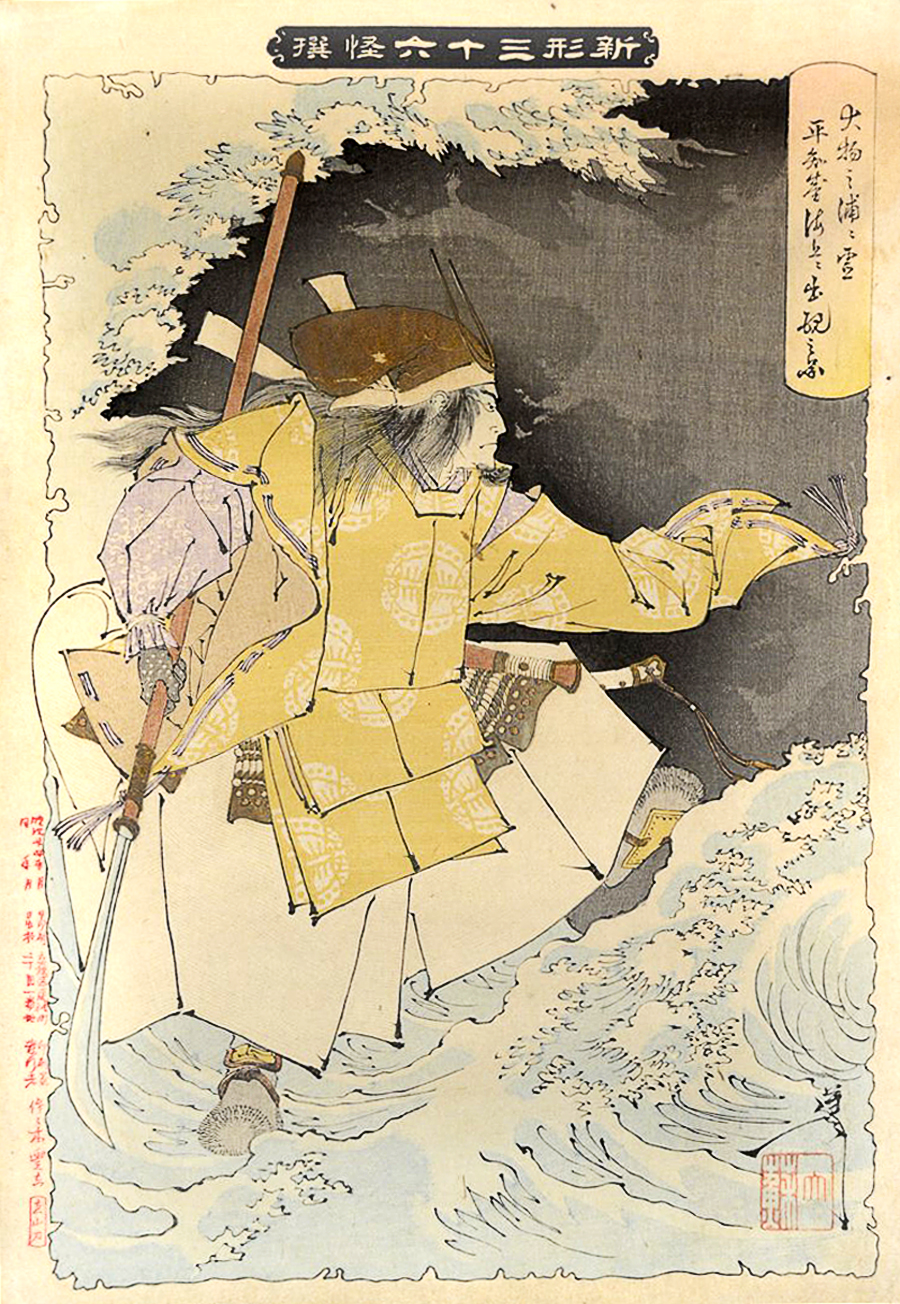
El fantasma de Taira no Tomomori en la bahía de Daimotsu, en una impresión de 1891 por Yoshitoshi.

Fue el vencedor en la Batalla de Uji, en 1180, y también en la Batalla de Yahagigawa en 1181, cuando, después de obligar a las fuerzas del clan Minamoto a retirarse, Tomomori cayó enfermo, por lo que la persecución terminó. Tomomori volvió a la victoria sobre los Minamoto en una batalla naval en Mizushima dos años más tarde. Las fuerzas del clan Taira ataron con cuerdas sus buques, con el fin de crear una mayor superficie estable para disparar flechas de fuego y para el combate cuerpo a cuerpo. En la Batalla de Dan-no-ura, cuando los Taira fueron derrotados decisivamente por sus rivales, Tomomori se unió a muchos de sus compañeros de clan en suicidarse. Ató un ancla a sus pies y saltó en el mar.
Tomomori se ha convertido en un tema popular en obras kabuki.